# Clethra elongata
Clethra elongata är en tvåhjärtbladig växtart som beskrevs av Henry Hurd Rusby. Clethra elongata ingår i släktet Clethra och familjen Clethraceae. Inga underarter finns listade i Catalogue of Life.